# Mihu Dragomir
Mihu Dragomir (írói álnév, eredeti neve: Mihail C. Dragomirescu) (Brăila, 1919. április 24. – Gyurgyevó, 1964. április 9.) román költő, író, fordító.

## Élete
Apja, Constantin Dragomirescu és anyja, Octavia-Olimpia (született: Rădulescu) tanárok voltak. Iskolai tanulmányait szülővárosában kezdte, ezután 1929 és 1933 közt a Nicolae Bălcescu gimnáziumba járt. 1933-ban Bukarestben a Gheorghe Sincai felsőiskoláva ment, de a rákövetkező évben visszatért Brăilába ahol kereskedelmi tanulmányokat folytatott 1936-ig, amikor az év tavaszán "nihilista" magatartása miatt eltávolították az iskolából. Ugyanezen év őszén sikeresen visszairatkozott, s 1939-ben osztályelsőként végzett. Ugyanebben az évben felvették a bukaresti Kereskedelmi Akadémiára, de tanulmányait meg kellett szakítania, hogy két évet 1940] és 1941 közt a bákói tiszti iskolában töltsön. Az akadémiára 1942-ben tért vissza, de 1943-ban behívták katonának. 1945-ig a második világháborúban harcolt, ezután ismét visszatért az akadémiára, ahol végül 1948-ban diplomázott.
Első cikke nyomtatásban a Revista tineretului creștin című lapban jelent meg 1933-ban, ezt további cikkek követték többek közt keresztrejtvény-magazinokban (Revista jocurilor, Rebus and Curentul jocurilor), itt a Jules Limah, dr. M. C., Mihail, Mișu Brăilițeanu és a M. C. Dragomirescu íróu álneveket használta. Első versei 1936-ban jelentek meg a Silistra Valuri dunărene lapban, ugyanebben az évben magánkiadásban, 200 példányban megjelentette első önálló kötetét Gânduri prăfuite címmel. 1937-ben szülővárosában irodalmi lapot alapított Flamura néven. Rövid verseinek gyűjteményét Rugă de ateu, adică vorbe despre orânduieli și cârmuitori (1938) és Înger condeier (1939) címeken adta ki. Egy hosszabb költeményt is alkotott Edgar Allan Poe címmel (1940).  
Az alábbi magazinokban publikált rendszeresen: Universul literar, Prepoem, Viață și suflet, Năzuința, Festival Adonis, Junimea dobrogeană, Luceafărul, Raza literară, Cadran, Revista Fundațiilor Regale, Păcală és Epigrama. Később gyakran használt írói álnevét, a Mihu Dragomirt a Flamura magazinban használta először, 1938-ban. Humoros lapokba is írt, itt az álneve Miguel C Caramba volt. 
1945 és 1945 közt a Román Kommunista Párt ifjúsági szervezetének kulturális tisztségviselője volt. A brăila-i Înainte című lapot 1946 és 1948 közt, a Viața Românească címűt 1948 és 1954 közt szerkesztette. 1954 és 1956 közt a Tânărul scriitor főszerkesztője volt, 1956 és 1958 közt a bukaresti Moziközpont forgatókönyvíró részlegét vezette. 1958 és 1960 közt a Luceafărul lap főszerkesztője volt. 1946-tól egészen haláláig a szocialista realizmus műfajában alkotott.  Verseskötetei az 1950-es években: Prima șarjă (1950), Stelele păcii (1952), Războiul (1954), Pe struna fulgerelor (1955), Odă pământului meu (1957) és Întoarcerea armelor (1959). A Povestiri deocamdată fantastice prózai kötetét is ő írta meg 1962-ben. Románra fordította Edgar Allan Poe, Konsztantyin Mihajlovics Szimonov, H. G. Wells, John Steinbeck, Lope de Vega és mások munkáit. 

## Magyarul megjelent művei
- Egyedül az űrben; ford. Majtényi Erik; Ifjúsági, Bukarest, 1964
- A Szaturnusz gyűrűje (vers, Galaktika 12., 1975)
- A kozmosz hullámhosszán (novella, A kozmosz hullámhosszán című antológiában, Kriterion, Bukarest, 1970)
- Egyedül az űrben (antológia, Ifjúsági kiadó, Bukarest, 1964)

## Külső hivatkozások
- Cristian Sandache:Literatura si propaganda in Romania lui Gheorghiu Dej, 2011, Bukarest, Google Books
- Mihu Dragomir fantasztikus munkái bibliográfiája az ISFDB oldalán

## Fordítás
- Ez a szócikk részben vagy egészben  a   Mihu Dragomir című angol Wikipédia-szócikk ezen változatának fordításán alapul.  Az eredeti cikk szerkesztőit annak laptörténete sorolja fel. Ez a jelzés csupán a megfogalmazás eredetét és a szerzői jogokat jelzi, nem szolgál a cikkben szereplő információk forrásmegjelöléseként.